# Batimam e Robim
Batimam e Robim é um curta-metragem dirigido por Ivo Branco em 1993.

## Enredo
Batimam e Robim são dois amigos. Na verdade Leo e Mário, dois quase marginais da periferia da cidade.
O apelido "pegou" depois que eles saíram fantasiados de super heróis, no carnaval, pelas ruas do bairro.
Para conseguir um dinheiro fácil, resolvem fazer um assalto.
Uma aventura sem maiores conseqüências se o dono do armazém não reagisse: ele atira ferindo Mário e é morto por um tiro de Leo. Os dois fogem e se refugiam num velho galpão abandonado. Mário, com a perna ferida e necessitando de cuidados, acredita que a polícia irá cercar o local a qualquer momento. Leo ironiza e faz piadas com o medo do amigo.
O tempo passa e a espera se torna cada vez mais angustiante, cada vez mais tensa. Cansado, Leo resolve sair para ver a amante e ter com ela algumas horas de prazer. Mário sente-se traído: ciúme e abandono.
Eles discutem e Mário aponta o revólver para Leo. A arma dispara. Um tiro só. Leo cai morto. Mário abraça o corpo do amigo. Agora ele pode falar tudo o que não conseguiu dizer antes. A solidão é total.

## Elenco
- Marco Ricca como Leo (Batimam)
- André Barros como Mario (Robim)
- Fabio Coutinho como Batimam

## Na Mídia
O filme foi selecionado pela FUNARTE / MINISTÉRIO DA CULTURA
para a mostra  “OS 30 MAIORES CURTAS DA DÉCADA DE 90”.

## Festivais
O filme, que conquistou o prêmio de Melhor Curta-Metragem no Festival de Gramado, tem Marco Ricca (prêmio de melhor ator) e André Barros no elenco.

### Premiações
Prêmio Estímulo de Curta-Metragem 
Secretaria do Estado da Cultura de São Paulo / 90
 Prêmio para Coprodução 
Secretaria Municipal de Cultura de São Paulo / 91
 Melhor Diretor 
XXV Festival de Brasília do Cinema Brasileiro / 92

 Melhor Diretor 
Ivo Branco
IX Rio Cine Festival / 93
 Melhor Ator 
André Barros
IX Rio Cine Festival / 93
 Melhor Filme 
XXI Festival Internacional de Cinema de Gramado / 93
 Juri Oficial 
XXI Festival Internacional de Cinema de Gramado / 93
 Melhor Filme 
XXI Festival Internacional de Cinema de Gramado / 93
 Prêmio da Crítica 
XXI Festival Internacional de Cinema de Gramado / 93
 Melhor Ator 
Marco Ricca 
XXI Festival Internacional de Cinema de Gramado / 93
 Melhor Ator 
André Barros
XXI Festival Internacional de Cinema de Gramado / 93
 Melhor Música 
Zé Rodrix
XXI Festival Internacional de Cinema de Gramado / 93
 Prêmio Especial do Júri 
XX Jornada Internacional de Cinema da Bahia / 93
 Melhor Curta-Metragem de Ficção (ex aequo) 
XV Festival Internacional Del Nuevo Cine Latinoamericano / Havana / 93

### Convidado Oficial das Seguintes Mostras e Festivais
- 16ª  Mostra Internacional de Cinema  de São Paulo/ 92
- IV Festival Internacional de Curtas Metragens de São Paulo / 93
- VI  Festival de Cine de Viña del Mar / Chile / 93
- Rassegna di Film Corti Brasiliani / Itália / 93
- Mostra O Cinema de Ivo Branco / Alemanha / 93
- XXXIV Festival Internacional de Cine de Cartagena / Colombia / 94
- I  Mostra Nacional de Cine e Vídeo de Cuiabá / Mato Grosso / 94
- III  Mostra Curta Cinema / Rio de Janeiro / 94
- 1994 British Short Film Festival / Inglaterra / 94
- II  Festival Latino Americano de
- Cine y Video de Caracas / Venezuela / 94
- 1º Festival Internacional de Cortometrajes Latino Americanos en Cine y Video de Toronto / Canadá / 95
- 8º New York Lesbian and Gay Film Festival / New York- USA / 96
- 21th San Francisco International Lesbian and Gay
- Film Festival / Califórnia / 97